# Inibszina (Mari)
Inibszina (akad. Inibšina, w transliteracji z pisma klinowego zapisywane i-ni-ib-ši-na, tłum. „Ich owoc/dziecko”) – mezopotamska księżniczka, córka Jahdun-Lima, króla Mari (schyłek XIX w. p.n.e.), ustanowiona kapłanką ugbabtum boga Adada. Wzmiankowana w tekstach z archiwum królewskiego w Mari. Zachowały się też odciski dwóch należących do niej pieczęci cylindrycznych.